# Tempura
Ne doit pas être confondu avec Tempura (film) ou Tempura (magazine).
Ne pas confondre avec la tempera, technique de peinture, ou le tambûr, parfois appelé tampura, instrument de musique d'origine indienne
Le ou la tempura (天ぷら, tenpura) est un plat de friture japonais, originaire du Portugal.

## Histoire
Les tempuras sont une adaptation japonaise des peixinhos da horta, introduits par des missionnaires jésuites portugais au XVIIe siècle, et qui existent toujours dans la cuisine portugaise. Par rapport à la recette portugaise, les Japonais ont allégé la pâte et changé les garnitures.
À l'époque d'Edo, du XVIIe au XIXe siècle, les gens mangent de la tempura comme une collation, en brochette debout dans des stands. C'est à l'ère Meiji (seconde moitié du XIXe siècle) que sont apparus les premiers restaurants spécialisés en tempura.

## Technique
Ces beignets consistent en une pâte à frire, à base de farine, d'œuf et d'eau, dans laquelle on trempe toutes sortes de produits, le plus souvent :
- des tranches de poisson à chair blanche (filets de cabillaud, etc.) ou petits poissons frais destinés à la friture ;
- des fruits de mer : crevettes, huîtres, rondelles de seiche, poulpe, etc. ;
- et surtout des légumes coupés en tranches : carottes coupées en grosses lamelles, tranches ou rondelles d'oignon, des quartiers d'aubergine incisés en fouet (茶筅切り, chasen-giri?), des poivrons, de petites branches de persil qui, enrobés de pâte, ressembleront à des « pins sous la neige », sans oublier les feuilles de shiso vert (aojiso). Certains légumes (carottes, pommes de terre) sont parfois coupés plus finement (en allumettes) et jetés dans l'huile par petits fagots[source insuffisante].

La pâte à frire est un peu plus fluide qu'une pâte à crêpes, et maintenue froide sur un lit de glace. Le bain de friture doit être à 180 °C. L'huile utilisée traditionnellement au Japon est l'huile de sésame. C'est le contraste de température qui permet une cuisson rapide, la carapace très vite formée rendant le beignet croquant sous la dent en surface, empêchant l'huile de trop pénétrer à l'intérieur, ce qui permet de conserver la saveur et la couleur des légumes[réf. souhaitée].

## Service
La tempura est généralement servie telle quelle, dans une corbeille de bambou tressé ou une assiette, posée sur du papier absorbant. On saisit un morceau avec ses baguettes et on le plonge dans un ramequin individuel, contenant une sauce faite de dashi, de mirin et de sauce de soja relevée avec des condiments comme du radis noir ou du gingembre râpé (on peut aussi simplement tremper la tempura dans du sel).
On l'accompagne de riz, en bol séparé ou en donburi (grand bol de riz garni, on parle alors de tendon) dans la restauration rapide, ou encore en garniture pour certaines  pâtes (udon et soba).